# Zdjęcie
Zdjęcie (Fotografia)) és un curtmetratge documental polonès dirigit l'any 1968 per Krzysztof Kieślowski.

## Producció
La fotografia, feta coincidint amb la pel·lícula de graduació "Z miasta Łodzi", és la primera obra real creada per Kieslowski en nom de la televisió polonesa i només es va mostrar a la televisió una vegada. Perdut dues vegades, a més de ser un dels més estimats de l'autor, és probablement el que millor aconsegueix l'objectiu del seu primer documental, sempre a la recerca de l'esdeveniment, d'un moviment inesperat de la realitat. La idea va néixer a partir d'una fotografia que li va mostrar el seu mestre Kazimierz Karabasz, que retrata dos germans de quatre i sis anys respectivament, posant amb gorra i metralladora en un pati del carrer Brzeska, al barri de Praga de Varsòvia recentment alliberat dels russos. Era l'any 1944.
El jove director es proposa trobar-los i juntament amb el seu professor s'endinsa en el seu rastre, passant per diverses oficines de registre i les portes del carrer Brzeska, òbviament sempre seguit per la càmera. Kieslowski i la tripulació troben la casa, truquen a la porta i primer sorprenen el petit dels dos germans, que però no recorda res de la fotografia. Poc després arriba el gran i plora quan veu la fotografia, recordant el moment en què va ser feta: el dia que els russos van entrar a Varsòvia i la mort de la seva mare. En aquest cas l'esdeveniment més significatiu de la pel·lícula, per tant el moment del plor, és d'alguna manera provocat per l'autor, que a més de ser un agut espectador de la realitat també és un provocador benèvol i discret. Sovint l'autor recordava amb gran plaer aquell moment (esdeveniment) en què es va sentir estimat pel món i portat al cinema.